# امراطلوع
امراطلوع (به انگلیسی: Amrutulu) یک منطقهٔ مسکونی در هند است که در اوریسا واقع شده‌است.